# Số học

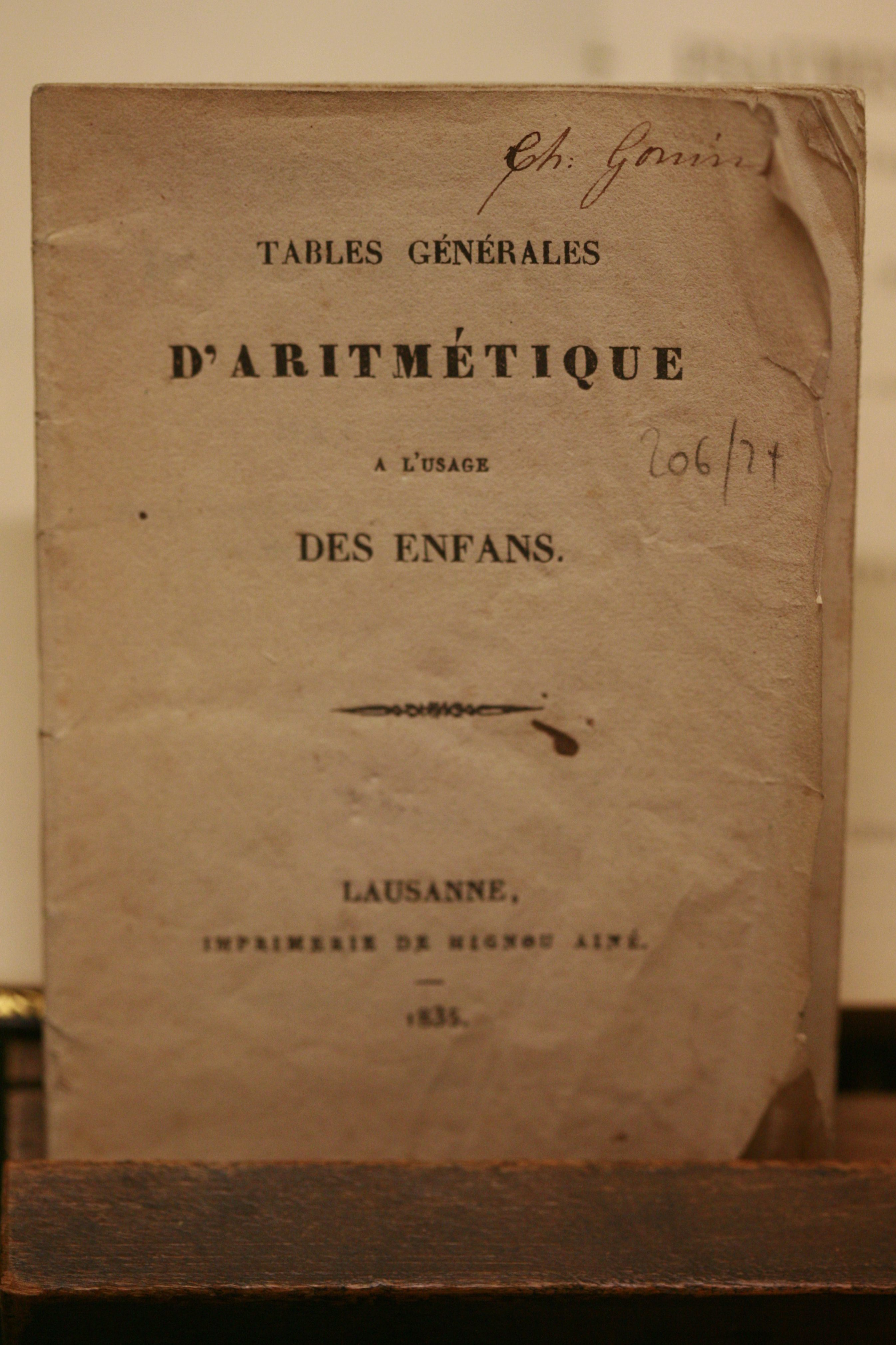
Các bảng số học dành cho trẻ em, Lausanne, 1835

Số học là phân nhánh toán học lâu đời nhất và sơ cấp nhất, được hầu hết mọi người thường xuyên sử dụng từ những công việc thường nhật cho đến các tính toán khoa học và kinh doanh cao cấp, qua các phép tính cộng, trừ, nhân, chia và khai căn.
Người ta thường dùng thuật ngữ này để chỉ một phân nhánh toán học chú trọng đến các thuộc tính sơ cấp của một số phép tính trên các con số. Những nhà toán học đôi khi dùng chữ số học (cao cấp) để nhắc đến môn lý thuyết số, nhưng không nên nhầm lý thuyết này với số học sơ cấp. Các ngôn ngữ sử dụng từ vựng gốc Hán khác lại gọi môn này là toán thuật; từ số học lại được dùng để gọi môn học mà người Việt gọi là toán học.

## Lịch sử
Lịch sử thời tiền sử của số học chỉ giới hạn ở một số lượng nhỏ các hiện vật, có thể chỉ ra quan niệm về phép cộng và phép trừ, nổi tiếng nhất là xương Ishango ở trung tâm châu Phi, có niên đại từ 20.000 đến 18.000 TCN, mặc dù cách giải thích của nó bị tranh cãi.
Các bản ghi chép sớm nhất cho thấy người Ai Cập và người Babylon đã sử dụng tất cả các phép toán số học cơ bản ngay từ năm 2000 TCN. Những hiện vật này không phải lúc nào cũng tiết lộ quy trình cụ thể được sử dụng để giải quyết vấn đề, nhưng các đặc điểm của hệ đếm cụ thể ảnh hưởng mạnh mẽ đến độ phức tạp của phương pháp. Hệ thống chữ tượng hình cho các chữ số Ai Cập, giống như các chữ số La Mã sau này, bắt nguồn từ các dấu kiểm đếm được sử dụng để đếm. Trong cả hai trường hợp, nguồn gốc này dẫn đến các giá trị sử dụng cơ số thập phân, nhưng không bao gồm ký hiệu vị trí. Các phép tính phức tạp với chữ số La Mã cần sự hỗ trợ của bảng đếm (hoặc bàn tính La Mã) để có được kết quả.
Các hệ đếm đầu tiên bao gồm ký hiệu vị trí nhưng không phải là hệ thập phân, bao gồm các hệ cơ số 60 của hệ thống chữ số Babylon và hệ cơ số 20 của hệ thống chữ số Maya. Bởi vì các khái niệm sử dụng chữ số này, khả năng sử dụng lại các chữ số tương tự cho các hệ đếm khác nhau đóng góp một phương pháp đơn giản và hiệu quả hơn trong tính toán.
Sự phát triển lịch sử liên tục của số học hiện đại bắt đầu từ nền văn minh Hy Lạp cổ đại của Hy Lạp cổ đại, mặc dù nó có nguồn gốc muộn hơn nhiều so với các ví dụ của người Babylon và Ai Cập. Trước tác phẩm của Euclid vào khoảng năm 300   Trước Công nguyên, các nghiên cứu về toán học của người Hy Lạp bị chồng chéo với các niềm tin triết học và thần bí. Ví dụ, Nicomachus tóm tắt quan điểm của phương pháp tiếp cận Pythagore trước đó đối với các con số, và mối quan hệ của chúng với nhau, trong phần Nhập môn Số học của ông.
Các chữ số Hy Lạp đã được Archimedes, Diophantus và những người khác sử dụng trong một ký hiệu vị trí không khác lắm so với ký hiệu hiện đại. Người Hy Lạp cổ đại thiếu ký hiệu cho số 0 cho đến thời kỳ Hy Lạp hóa, và họ sử dụng ba bộ ký hiệu riêng biệt làm chữ số: một bộ cho hàng đơn vị, một bộ cho hàng chục và một bộ cho hàng trăm. Đối với hàng nghìn địa điểm, họ sẽ sử dụng lại các biểu tượng cho đơn vị địa điểm, v.v. Thuật toán cộng của họ giống hệt với phương pháp hiện đại và thuật toán nhân của chúng chỉ khác một chút. Thuật toán chia dài của họ giống nhau và thuật toán căn bậc hai từng chữ số, được sử dụng phổ biến gần đây vào thế kỷ 20, được biết đến bởi Archimedes (người có thể đã phát minh ra nó). Ông thích nó hơn phương pháp tính gần đúng liên tiếp của Hero bởi vì, một khi được tính toán, một chữ số không thay đổi và căn bậc hai của các bình phương hoàn hảo, chẳng hạn như 7485696, kết thúc ngay lập tức là 2736. Đối với các số có phần thập phân, chẳng hạn như 546,934, người ta sử dụng lũy thừa âm của 60 — thay vì lũy thừa âm của 10 cho phần lẻ 0,934.
Người Trung Quốc cổ đại đã nghiên cứu số học nâng cao từ thời nhà Thương và tiếp tục đến thời nhà Đường, từ các con số cơ bản đến đại số nâng cao. Người Trung Quốc cổ đại sử dụng ký hiệu vị trí tương tự như ký hiệu của người Hy Lạp. Vì chúng cũng thiếu ký hiệu cho số 0, chúng có một bộ ký hiệu cho vị trí đơn vị và bộ thứ hai cho vị trí hàng chục. Đối với hàng trăm địa điểm, sau đó họ sử dụng lại các biểu tượng cho địa điểm đơn vị, v.v. Biểu tượng của họ dựa trên các que đếm cổ đại. Thời gian chính xác mà người Trung Quốc bắt đầu tính toán với đại diện vị trí là không xác định, mặc dù người ta biết rằng việc áp dụng bắt đầu trước năm 400   BC. Người Trung Quốc cổ đại là những người đầu tiên khám phá, hiểu và áp dụng các số âm một cách có ý nghĩa. Điều này được giải thích trong Cửu chương toán thuật (Jiuzhang Suanshu), được Lưu Huy viết vào thế kỷ thứ 2 TCN. 

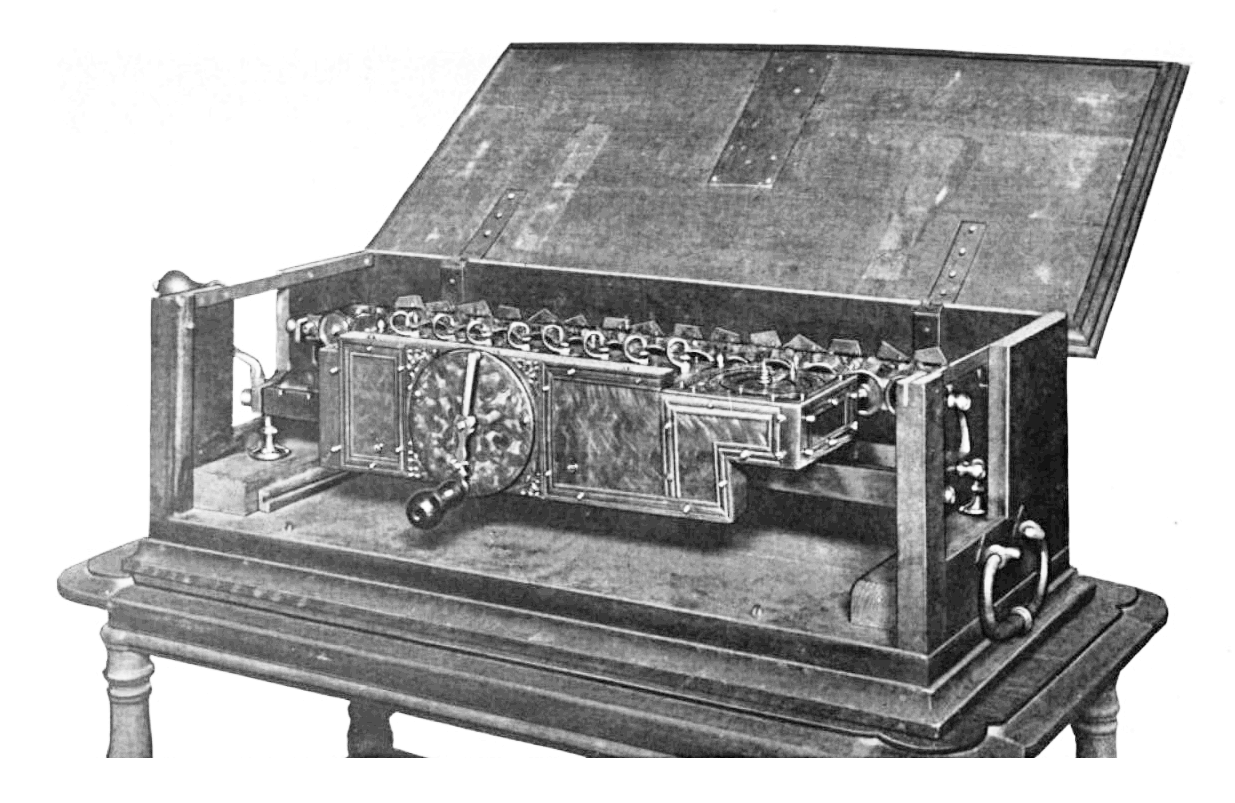
Stepped reckoner của Leibniz là chiếc máy tính đầu tiên có thể thực hiện tất cả bốn phép tính số học.

Sự phát triển dần dần của hệ thống chữ số Hindu – Ả Rập đã độc lập ra khái niệm giá trị vị trí và ký hiệu vị trí, kết hợp các phương pháp đơn giản hơn để tính toán với cơ số thập phân và việc sử dụng một chữ số đại diện cho số 0. Điều này cho phép hệ thống biểu diễn nhất quán cả số nguyên lớn và nhỏ - một cách tiếp cận cuối cùng đã thay thế tất cả các hệ thống khác. Vào đầu thế kỷ thứ 6, nhà toán học Ấn Độ Aryabhata đã kết hợp một phiên bản hiện có của hệ thống này trong công trình của mình và thử nghiệm với các ký hiệu khác nhau. Trong ngày 7   thế kỷ, Brahmagupta thiết lập việc sử dụng   0 như một số riêng biệt và xác định kết quả của phép nhân, chia, cộng và trừ số 0 và tất cả các số khác — ngoại trừ kết quả của phép chia cho số không. Người cùng thời với ông, giám mục Syriac Severus Sebokht (650) cho biết, “Người Ấn Độ sở hữu một phương pháp tính toán mà không từ ngữ nào có thể khen ngợi đủ. Hệ thống toán học hợp lý của họ, hoặc phương pháp tính toán của họ. Ý tôi là hệ thống sử dụng chín biểu tượng. "  Người Ả Rập cũng đã học phương pháp mới này và gọi nó là hesab.
Mặc dù Codex Vigilanus mô tả một dạng ban đầu của chữ số Ả Rập (bỏ qua số 0) vào năm 976, Leonardo thành Pisa (Fibonacci) chịu trách nhiệm chính trong việc phổ biến việc sử dụng chúng trên khắp châu Âu sau khi xuất bản cuốn sách Liber Abaci vào năm 1202. Ông viết, “Phương pháp của người Ấn Độ (Latin Modus Indoram) vượt trội hơn bất kỳ phương pháp tính toán nào đã biết. Đó là một phương pháp kỳ diệu. Họ thực hiện các phép tính của mình bằng cách sử dụng chín hình và ký hiệu số không ".
Vào thời Trung Cổ, số học là một trong bảy môn nghệ thuật tự do được dạy trong các trường đại học.
Sự phát triển rực rỡ của đại số trong thế giới Hồi giáo thời trung cổ, và cả ở châu Âu thời Phục hưng, là một sự phát triển vượt bậc của sự đơn giản hóa to lớn của phép tính thông qua ký hiệu thập phân.
Nhiều loại công cụ khác nhau đã được phát minh và sử dụng rộng rãi để hỗ trợ tính toán số. Trước thời Phục hưng, chúng là nhiều loại abaci khác nhau. Các ví dụ gần đây hơn bao gồm các quy tắc trang trình bày, biểu đồ và máy tính cơ học, chẳng hạn như máy tính Pascal. Hiện tại, chúng đã được thay thế bằng máy tính điện tử và máy tính.

## Số
Số là một khái niệm trong toán học sơ cấp, đã trở thành một khái niệm phổ cập, khởi đầu trong lịch sử toán học của loài người. Số là cách thức con người ghi lại số lượng các đối tượng như công cụ sản xuất, súc vật chăn nuôi... Các dân tộc khác nhau có cách ký hiệu khác nhau, mỗi ký hiệu thường được gọi là một chữ số, hay một con số, ngày nay thường được gọi là ký số. Người ta ghép các chữ số khác nhau vào theo những quy ước nhất định để tạo thành các số.
Cách ghi số phổ biến tồn tại và được sử dụng trong toán học bao gồm cách ghi chép dùng số La Mã của người Ả Rập bao gồm các chữ cái như (I, V, X, L, C,...) với một giá trị số tương đương, và cách ghi chép thập phân bao gồm các chữ số (0, 1, 2,... 9).

## Phép toán số học
Các phép toán số học cơ bản là cộng, trừ, nhân và chia, mặc dù chủ đề này cũng bao gồm các phép toán nâng cao hơn, chẳng hạn như các phép toán về tỷ lệ phần trăm, căn bậc hai, lũy thừa, hàm logarit và thậm chí cả hàm lượng giác, giống như logarit. Biểu thức số học phải được đánh giá theo trình tự các phép toán đã xác định. Có nhiều phương pháp để xác định việc này, hoặc sử dụng các ký hiệu bao gồm, như sử dụng dấu ngoặc đơn và dựa trên nguyên tắc ưu tiên, hoặc sử dụng một ký hiệu tiền tố hoặc hậu tố, để tự ấn định thứ tự thực hiện. Bất kỳ tập hợp đối tượng nào mà trên đó có thể thực hiện tất cả bốn phép tính số học (trừ phép chia cho 0) và trong đó bốn phép toán này tuân theo các luật thông thường (bao gồm cả phân phối), được gọi là trường.

### Phép cộng
Phép cộng, được biểu thị bằng ký hiệu {\displaystyle +}, là một phép toán cơ bản nhất của số học. Ở dạng đơn giản của nó, phép cộng kết hợp hai con số được gọi là các số hạng, thành một số một số duy nhất, được gọi là tổng số (ví dụ như 2 + 2 = 4 hay 3 + 5 = 8).
Việc cộng hữu hạn số có thể được xem như một phép cộng đơn giản lặp đi lặp lại; thủ tục này được gọi là tính tổng, một thuật ngữ cũng được sử dụng để biểu thị định nghĩa cho "thêm vô số số" trong một chuỗi vô hạn. Thêm nhiều lần số   1 là hình thức đếm cơ bản nhất; kết quả của việc cộng thêm 1 thường được gọi là số tiếp theo của số ban đầu.
Phép cộng có tính chất giao hoán và kết hợp, vì vậy thứ tự mà các số hạng được thêm vào không quan trọng. Phần tử đơn vị cho một phép toán hai ngôi là số mà khi kết hợp với bất kỳ số nào, sẽ tạo ra cùng một số với kết quả. Theo quy tắc của phép cộng, thêm 0 vào bất kỳ số nào sẽ mang lại cùng một số đó, vì vậy 0 là đơn vị cộng. Nghịch đảo của một số đối với phép toán hai ngôi là số mà khi kết hợp với bất kỳ số nào, sẽ tạo ra đơn vị đối với phép toán này. Vì vậy, nghịch đảo của một số đối với phép cộng (nghịch đảo cộng của nó, hoặc số đối) là số mà cho kết quả đơn vị cộng 0, khi được thêm vào số ban đầu; rõ ràng là đối với tất cả các số {\displaystyle x}, đây là số đối của {\displaystyle x} (biểu thị {\displaystyle -x}). Ví dụ, nghịch đảo cộng của 7 là −7, vì 7 + (−7) = 0.
Phép cộng cũng có thể được giải thích về mặt hình học, như trong ví dụ sau:
- Nếu chúng ta có hai que tính có độ dài là 2 và 5, thì nếu chúng ta đặt lần lượt các que tính cạnh nhau thì chiều dài của que tính trở thành 7, vì 2 + 5 = 7.

### Phép trừ
Phép trừ, được biểu thị bằng ký hiệu {\displaystyle -}, là phép toán nghịch đảo với phép cộng. Phép trừ cho thấy sự khác biệt giữa hai số, số trừ trừ đi số bị trừ: D = M - S. Dựa vào phép cộng đã thiết lập trước đó, điều này nói lên rằng sự khác biệt là số mà khi được thêm vào số bị trừ, kết quả là số trừ: D + S = M. 
Đối với các đối số dương, M và S thỏa mãn:
Nếu số bị trừ lớn hơn số trừ, chênh lệch D là dương.
Nếu số bị trừ nhỏ hơn số trừ, chênh lệch D là âm.
Trong mọi trường hợp, nếu số bị trừ và số trừ bằng nhau thì hiệu số D = 0.
Phép trừ không có tính chất giao hoán hay kết hợp. Vì lý do đó, việc xây dựng phép toán nghịch đảo này trong đại số hiện đại thường bị loại bỏ để đưa ra khái niệm phần tử nghịch đảo (như được phác thảo ở phần Phép cộng), với phép trừ được coi như thêm nghịch đảo của số bị trừ vào để trừ, có nghĩa là, a − b = a + (−b). Cái giá lập tức của việc vứt bỏ các phép trừ là sự ra đời của phép toán một ngôi, cho kết quả là nghịch đảo phép cộng cho bất kỳ số nào đó, và làm mất các khái niệm về sự khác biệt, dẫn đến khả năng gây nhầm lẫn khi lập luận về các số âm.
Đối với bất kỳ biểu diễn số nào, có các phương pháp tính toán kết quả, một số phương pháp đặc biệt thuận lợi trong việc khai thác các thủ tục, tồn tại cho một phép toán, bằng các thay đổi nhỏ cũng cho các phép khác. Ví dụ, máy tính kỹ thuật số có thể sử dụng lại mạch cộng hiện có và tiết kiệm các mạch bổ sung để thực hiện phép trừ, bằng cách sử dụng phương pháp của phần bù của hai để biểu diễn các phép cộng nghịch đảo, điều này cực kỳ dễ thực hiện trong phần cứng (phủ định). Sự đánh đổi là việc giảm một nửa phạm vi số cho một độ dài từ cố định.
Một phương pháp được áp dụng rộng rãi trước đây để tính được số tiền phải trả lại chính xác, khi biết số tiền phải trả và số tiền người khách đưa, là phương pháp đếm ngược, không tạo ra giá trị của sự khác biệt một cách rõ ràng. Giả sử một số tiền P được đưa ra để trả số tiền yêu cầu Q, với P lớn hơn Q. Thay vì thực hiện phép trừ P - Q = C một cách rõ ràng và đếm ra số tiền C để trả lại khách, tiền được đếm bắt đầu bằng số kế tiếp của Q và tiếp tục theo các bước của tiền tệ, cho đến khi đạt đến P. Mặc dù số tiền đếm ra phải bằng kết quả của phép trừ P - Q, phép trừ chưa bao giờ thực sự được thực hiện và giá trị của P - Q không được cung cấp bằng phương pháp này.

### Phép nhân
Phép nhân, được biểu thị bằng các ký hiệu {\displaystyle \times } hoặc là {\displaystyle \cdot }, là phép toán cơ bản thứ hai của số học. Phép nhân cũng kết hợp hai số thành một số duy nhất là tích. Hai số ban đầu được gọi là số nhân, hầu hết cả hai đều được gọi đơn giản là thừa số.
Phép nhân có thể được xem như một phép toán tỷ lệ. Nếu các số được tưởng tượng như nằm trên một trục, nhân với một số lớn hơn 1, chẳng hạn x, cũng giống như kéo dài mọi thứ ra khỏi vị trí 0 một cách đồng nhất, theo cách mà số 1 được kéo dài đến vị trí x. Tương tự, nhân với một số nhỏ hơn 1 có thể được tưởng tượng như việc ép trục về phía 0, theo cách mà 1 được thu nhỏ đến vị trí x.
Một quan điểm khác về phép nhân các số nguyên (có thể mở rộng đến số hữu tỉ nhưng không dễ tiếp cận đối với các số thực) là coi nó như một phép cộng lặp lại. Ví dụ. 3 × 4 tương ứng với việc cộng 3 lần với 4 hoặc 4 lần với 3, cho cùng một kết quả. Có nhiều ý kiến khác nhau về lợi thế của các mô hình này trong giáo dục toán học.
Phép nhân có tính chất giao hoán và kết hợp; xa hơn, nó được phân phối trên cộng và trừ. Phần tử đơn vị của phép nhân là 1, vì nhân bất kỳ số nào với 1 cho kết quả là chính nó. Nghịch đảo phép nhân cho bất kỳ số nào ngoại trừ 0 là nghịch đảo của số này, bởi vì nhân số nghịch đảo của bất kỳ số nào với chính số đó sẽ thu được phần tử đơn vị 1. 0 là số duy nhất không có phần tử nghịch đảo và kết quả của phép nhân bất kỳ số nào với 0 lại là 0. Có thể nói rằng số 0 không được chứa trong nhóm phép nhân của các số.
Tích của a và b được viết dưới dạng a × b hoặc a·b. Khi a hoặc b là các biểu thức không được viết đơn giản bằng các chữ số, nó cũng được viết bằng cách đặt cạnh nhau đơn giản: ab. Trong các ngôn ngữ lập trình máy tính và các gói phần mềm (trong đó người ta chỉ có thể sử dụng các ký tự thường thấy trên bàn phím), nó thường được viết bằng dấu hoa thị:   a * b.
Các thuật toán thực hiện hoạt động của phép nhân đối với các biểu diễn số khác nhau tốn kém hơn nhiều so với các thuật toán cộng. Những thứ có thể truy cập để tính toán thủ công dựa vào việc chia nhỏ các yếu tố thành các giá trị vị trí duy nhất và áp dụng phép cộng lặp lại hoặc sử dụng bảng hoặc quy tắc loga, do đó ánh xạ phép nhân với phép cộng và ngược lại. Các phương pháp này đã lỗi thời và dần được thay thế bởi các thiết bị di động. Máy tính sử dụng các thuật toán phức tạp đa dạng và được tối ưu hóa cao, để thực hiện phép nhân và chia cho các định dạng số khác nhau được hỗ trợ trong hệ thống của chúng.

### Phép chia
Phép chia, được biểu thị bằng các ký hiệu {\displaystyle :}, {\displaystyle /} hoặc là {\displaystyle \div }, về cơ bản là phép toán nghịch đảo với phép nhân. Phép chia tìm thương của hai số, số bị chia chia cho số chia. Bất kỳ số bị chia nào chia cho 0 đều là không được xác định. Đối với các số dương phân biệt, nếu số bị chia lớn hơn số chia thì thương lớn hơn 1, nếu không thì thương nhỏ hơn 1 (quy tắc tương tự áp dụng cho số âm). Thương số nhân với số chia luôn thu được số bị chia.
Phép chia không có tính chất giao hoán hay kết hợp. Vì vậy, như đã giải thích ở phép trừ, việc xây dựng phép chia trong đại số hiện đại bị loại bỏ để tạo ra các phần tử nghịch đảo đối với phép nhân, như đã giới thiệu trong phép nhân. Do đó phép chia là phép nhân của số bị chia với nghịch đảo của số bị chia, nghĩa là a : b = a × 1/b.
Trong các số tự nhiên, cũng có một khái niệm khác nhưng có liên quan được gọi là phép chia Euclide, cho ra hai số sau khi "chia" số tự nhiên N (tử số) cho số tự nhiên D (mẫu số): số đầu tiên là Q tự nhiên (thương số) và thứ hai là số tự nhiên R  (phần dư) sao cho N = D×Q + R và 0 ≤ R < Q.

## Định lý cơ bản của số học
Định lý cơ bản của số học tuyên bố rằng bất kỳ số nguyên nào lớn hơn 1 đều có một cách phân tích ra thừa số nguyên tố duy nhất (biểu diễn một số dưới dạng tích của các thừa số nguyên tố), không bao gồm thứ tự của các thừa số. Ví dụ: 252 chỉ có một cách phân tích ra thừa số nguyên tố:
252 = 22 × 32 × 71
Tác phẩm Cơ sở của Euclid lần đầu tiên đưa ra định lý này và đưa ra một chứng minh từng phần (được gọi là bổ đề Euclid). Định lý cơ bản của số học này lần đầu tiên được Carl Friedrich Gauss chứng minh hoàn tất.
Định lý cơ bản của số học là một trong những lý do tại sao 1 không được coi là số nguyên tố. Các lý do khác bao gồm sàng Eratosthenes, và định nghĩa của chính số nguyên tố (một số tự nhiên lớn hơn 1 không thể được tạo thành bằng cách nhân hai số tự nhiên nhỏ hơn.).

## Số học thập phân
Biểu diễn thập phân chỉ đề cập riêng đến hệ thống chữ số được viết sử dụng chữ số Ả Rập làm chữ số cho cơ số 10   ("thập phân") ký hiệu vị trí; tuy nhiên, bất kỳ hệ thống chữ số nào dựa trên quyền hạn của   10, ví dụ: chữ số Hy Lạp, Kirin, La Mã hoặc Trung Quốc có thể được mô tả về mặt khái niệm là "ký hiệu thập phân" hoặc "biểu diễn thập phân".
Phương pháp hiện đại cho bốn phép toán cơ bản (cộng, trừ, nhân và chia) lần đầu tiên được Brahmagupta của Ấn Độ nghĩ ra. Điều này được biết đến trong thời trung cổ ở Châu Âu với tên gọi "Modus Indoram" hay Phương pháp của người da đỏ. Ký hiệu vị trí (còn được gọi là "ký hiệu giá trị vị trí") đề cập đến việc biểu diễn hoặc mã hóa các số sử dụng cùng một ký hiệu cho các thứ tự độ lớn khác nhau (ví dụ: "hàng đơn vị", "hàng chục", "hàng trăm") và, với một điểm cơ số, sử dụng các ký hiệu tương tự đó để biểu thị phân số (ví dụ: "vị trí phần mười", "vị trí hàng trăm"). Ví dụ: 507,36 biểu thị 5 trăm (10 2), cộng với 0 chục (101), cộng với 7 đơn vị (100), cộng 3 phần mười (10 −1), cộng với 6 phần trăm (10−2).
Khái niệm số 0 như một số có thể so sánh với các chữ số cơ bản khác là cần thiết cho ký hiệu này, cũng như khái niệm 0 được sử dụng như một nơi giữ chỗ và cũng như định nghĩa của phép nhân và phép cộng với   0. Việc sử dụng 0 như một số giữ chỗ và do đó, việc sử dụng ký hiệu vị trí lần đầu tiên được chứng thực trong văn bản Jain từ Ấn Độ có tên Lokavibhâga, ngày 458   Sau Công nguyên và nó chỉ vào đầu những năm thế kỷ 13 thì những khái niệm này, được truyền qua học thuật của thế giới Ả Rập, tới Fibonacci và được đưa vào châu Âu bằng cách sử dụng hệ thống chữ số Hindu – Ả Rập.
Thuyết đại số bao gồm tất cả các quy tắc để thực hiện các phép tính số học bằng cách sử dụng loại chữ số viết này. Ví dụ, phép cộng tạo ra tổng của hai số tùy ý. Kết quả được tính bằng cách cộng lặp lại các chữ số đơn lẻ từ mỗi số chiếm cùng một vị trí, tiến hành từ phải sang trái. Một bảng cộng với mười hàng và mười cột hiển thị tất cả các giá trị có thể có cho mỗi tổng. Nếu một tổng riêng lẻ vượt quá giá trị 9, kết quả được biểu diễn bằng hai chữ số. Chữ số ngoài cùng bên phải là giá trị cho vị trí hiện tại và kết quả của việc thêm các chữ số vào bên trái tiếp theo sẽ tăng giá trị của chữ số thứ hai (ngoài cùng bên trái), luôn là một (nếu không phải là số 0). Điều chỉnh này được gọi là giá trị có nhớ 1.
Quy trình nhân hai số tùy ý tương tự như quy trình cộng. Một bảng cửu chương có mười hàng và mười cột liệt kê kết quả cho từng cặp chữ số. Nếu một sản phẩm riêng lẻ của một cặp chữ số vượt quá   9, điều chỉnh có nhớ làm tăng kết quả của bất kỳ phép nhân tiếp theo nào từ các chữ số bên trái lên một giá trị bằng chữ số thứ hai (ngoài cùng bên trái), là bất kỳ giá trị nào từ 1 đến 8 (9 × 9 = 81). Các bước bổ sung xác định kết quả cuối cùng.
Các kỹ thuật tương tự tồn tại đối với phép trừ và phép chia.
Việc tạo ra một quy trình chính xác cho phép nhân dựa vào mối quan hệ giữa các giá trị của các chữ số liền kề. Giá trị của bất kỳ chữ số đơn lẻ nào trong một chữ số phụ thuộc vào vị trí của nó. Ngoài ra, mỗi vị trí bên trái đại diện cho một giá trị lớn hơn mười lần so với vị trí bên phải. Theo thuật ngữ toán học, số mũ cho cơ số (cơ số) của   10 tăng lên   1 (bên trái) hoặc giảm đi   1 (bên phải). Do đó, giá trị của bất kỳ chữ số tùy ý nào được nhân với một giá trị có dạng   10 n với số nguyên   n. Danh sách các giá trị tương ứng với tất cả các vị trí có thể có của một chữ số được viết as {..., 102, 10, 1, 10−1, 10−2,...}.
Nhân lặp lại bất kỳ giá trị nào trong danh sách này với   10 tạo ra một giá trị khác trong danh sách. Trong thuật ngữ toán học, đặc điểm này được định nghĩa là bao đóng, và danh sách trước đó được mô tả là đóng với phép nhân. Nó là cơ sở để tìm ra một cách chính xác kết quả của phép nhân bằng kỹ thuật trước. Kết quả này là một ví dụ về việc sử dụng lý thuyết số.

## Đơn vị phối hợp trong số học
Hỗn hợp các đơn vị số học là ứng dụng của các phép tính số học đối với các đại lượng cơ số hỗn hợp như feet và inch; ga-lông và pint; bảng Anh, shilling và pence; v.v... Trước khi có hệ thống tiền và đơn vị đo lường dựa trên hệ thập phân, số học đơn vị ghép được sử dụng rộng rãi trong thương mại và công nghiệp.

### Các phép toán số học cơ bản
Các kỹ thuật được sử dụng trong số học đơn vị ghép đã được phát triển qua nhiều thế kỷ và được ghi chép lại trong nhiều sách giáo khoa bằng nhiều ngôn ngữ khác nhau. Ngoài các hàm số học cơ bản gặp trong số học thập phân, số học đơn vị phức hợp sử dụng thêm ba hàm:
- Giảm, trong đó một lượng hỗn hợp đơn vị được giảm thành một đại lượng 1 đơn vị - ví dụ, chuyển đổi khoảng cách được biểu thị bằng thước, feet và inch thành một được biểu thị bằng inch.[20]
- Mở rộng, hàm nghịch đảo của phép giảm, là sự chuyển đổi một đại lượng được biểu thị bằng một đơn vị đo đơn lẻ thành một đơn vị phức hợp, chẳng hạn như mở rộng 24   oz thành 1 lb 8 oz.
- Chuẩn hóa là việc chuyển đổi một tập hợp các đơn vị ghép thành dạng chuẩn — ví dụ: viết lại " 1 ft 13 in " thành " 2 ft 1 in ".

Kiến thức về mối quan hệ giữa các đơn vị đo lường khác nhau, bội số và bội số của chúng tạo thành một phần thiết yếu của số học đơn vị hỗn hợp.

### Nguyên tắc của đơn vị số học phức hợp
Có hai cách tiếp cận cơ bản đối với số học đơn vị ghép:
- Phương pháp rút gọn -mở rộng trong đó tất cả các biến đơn vị ghép được rút gọn thành các biến đơn vị đơn lẻ, phép tính được thực hiện và kết quả được mở rộng trở lại đơn vị ghép. Cách tiếp cận này phù hợp cho các tính toán tự động. Một ví dụ điển hình là việc xử lý thời gian của Microsoft Excel trong đó tất cả các khoảng thời gian được xử lý nội bộ dưới dạng ngày và phần thập phân của một ngày.
- Phương pháp chuẩn hóa đang diễn ra trong đó mỗi đơn vị được xử lý riêng biệt và vấn đề được chuẩn hóa liên tục khi giải pháp phát triển. Cách tiếp cận này, được mô tả rộng rãi trong các văn bản cổ điển, phù hợp nhất cho các tính toán thủ công. Dưới đây là ví dụ về phương pháp chuẩn hóa liên tục được áp dụng cho phép cộng.

Thao tác cộng được thực hiện từ phải sang trái; trong trường hợp này, pence được xử lý đầu tiên, sau đó đến shilling, sau đó là pound. Các con số bên dưới "dòng trả lời" là kết quả trung gian.
Tổng số trong cột pence là 25. Vì có 12 xu trong một shilling, 25 được chia cho 12 để cho kết quả 2 với phần dư là 1. Giá trị   "1" sau đó được ghi vào hàng câu trả lời và giá trị   "2" chuyển tiếp đến cột shilling. Thao tác này được lặp lại bằng cách sử dụng các giá trị trong cột shilling, với bước bổ sung là thêm giá trị được chuyển tiếp từ cột xu. Tổng trung gian được chia cho 20 vì có 20 shilling tính theo bảng Anh. Cột pound sau đó được xử lý, nhưng vì pound là đơn vị lớn nhất đang được xem xét, không có giá trị nào được chuyển tiếp từ cột pound.

### Tính toán trong thực tế

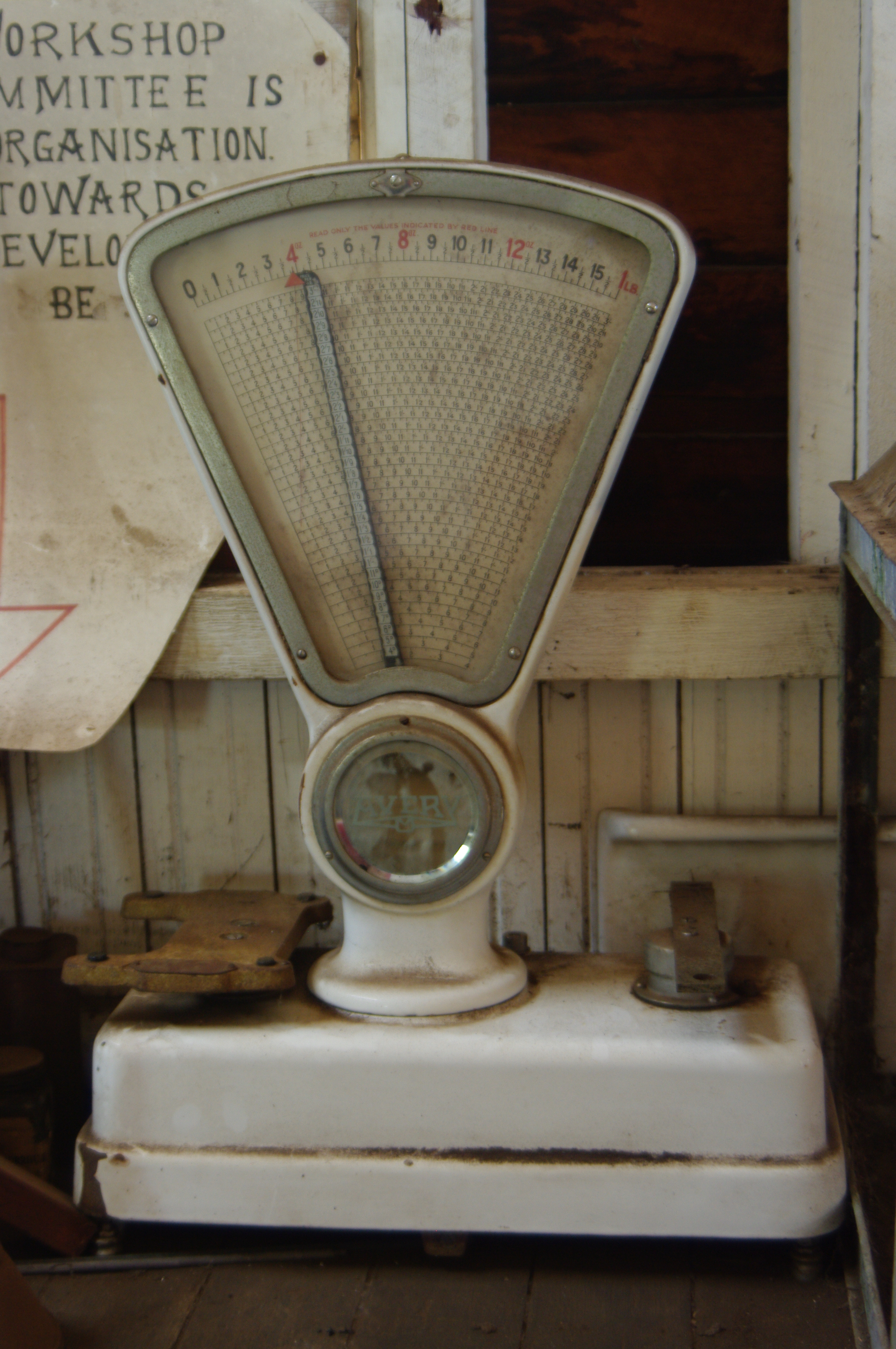
Một thang đo được hiệu chuẩn theo đơn vị hệ Anh với màn hình hiển thị chi phí liên quan.

Trong suốt thế kỷ 19 và 20, nhiều công cụ trợ giúp khác nhau đã được phát triển để hỗ trợ việc thao tác các đơn vị hỗn hợp hợp, đặc biệt là trong các ứng dụng thương mại. Các công cụ hỗ trợ phổ biến nhất là máy cơ học được điều chỉnh ở các quốc gia như Vương quốc Anh để phù hợp với bảng Anh, shilling, penny và farthing và "Ready Reckoners" — cuốn sách hướng đến các nhà giao dịch liệt kê các kết quả của các phép tính thông thường khác nhau như tỷ lệ phần trăm hoặc bội số các khoản tiền khác nhau. Một tập sách điển hình  đã chạy đến 150 trang lập bảng bội số "từ một đến mười nghìn với nhiều mức giá khác nhau từ một farthing đến một bảng Anh".
Tính chất cồng kềnh của số học đơn vị hỗn hợp đã được công nhận trong nhiều năm — vào năm 1586, nhà toán học người Flemish, Simon Stevin, xuất bản một cuốn sách nhỏ có tên De Thiende ("số mười")  trong đó ông tuyên bố sự ra đời phổ biến của tiền đúc thập phân, các phép đo, và trọng số chỉ là một câu hỏi về thời gian. Trong kỷ nguyên hiện đại, nhiều chương trình chuyển đổi, chẳng hạn như chương trình bao gồm trong hệ điều hành  máy tính Microsoft Windows 7, hiển thị các đơn vị kết hợp ở định dạng thập phân rút gọn thay vì sử dụng định dạng mở rộng (ví dụ: "2,5 ft "được hiển thị thay vì "2 ft 6 in").

## Lý thuyết số
Cho đến thế kỷ 19, lý thuyết số là một từ đồng nghĩa của "số học". Các vấn đề được giải quyết liên quan trực tiếp đến các phép toán cơ bản và liên quan đến tính nguyên tố, tính chia hết và nghiệm của phương trình nghiệm nguyên, chẳng hạn như định lý cuối cùng của Fermat. Dường như hầu hết các bài toán này, mặc dù rất cơ bản về mức độ, đều rất khó và có thể không giải được nếu không có toán học rất sâu liên quan đến các khái niệm và phương pháp từ nhiều ngành toán học khác. Điều này dẫn đến các nhánh mới của lý thuyết số như  lý thuyết số giải tích, lý thuyết số đại số, hình học Diophantine và hình học số học. Chứng minh của Wiles về Định lý cuối cùng của Fermat là một ví dụ điển hình về sự cần thiết của các phương pháp phức tạp, vượt xa các phương pháp cổ điển của số học, để giải các bài toán có thể được phát biểu trong số học sơ cấp.

## Số học trong giáo dục
Giáo dục tiểu học về toán học thường tập trung mạnh mẽ vào các thuật toán cho số học của số tự nhiên, số nguyên, phân số và số thập phân (sử dụng hệ thống giá trị vị trí thập phân). Nghiên cứu này đôi khi được gọi là thuyết thuật toán.
Sự khó khăn và sự xuất hiện không có động lực của các thuật toán này từ lâu đã khiến các nhà giáo dục đặt câu hỏi về chương trình học này, ủng hộ việc dạy sớm các ý tưởng toán học trực quan và trọng tâm hơn. Một phong trào đáng chú ý theo hướng này là Toán học mới của những năm 1960 và 1970, đã cố gắng dạy số học theo tinh thần phát triển tiên đề từ lý thuyết tập hợp, một tiếng vang của xu hướng phổ biến trong toán học cao cấp.
Ngoài ra, số học đã được các Học giả Hồi giáo sử dụng để dạy ứng dụng các quy tắc liên quan đến Zakat và Irth. Điều này đã được thực hiện trong một cuốn sách có tựa đề The Best of Arithmetic của Abd-al-Fattah-al-Dumyati.   Cuốn sách bắt đầu với những nền tảng của toán học và tiến tới ứng dụng của nó trong các chương sau.

## Các loại số
Các số có thể phân chia thành các tập hợp theo các hệ thống số khác nhau.
- Số tự nhiên
- Số nguyên
- Số nguyên tố
- Số hữu tỉ
- Số vô tỉ
- Số thực
- Số phức
- Số siêu phức

## Sách tham khảo
- Cunnington, Susan, The Story of Arithmetic: A Short History of Its Origin and Development, Swan Sonnenschein, London, 1904
- Dickson, Leonard Eugene, History of the Theory of Numbers (3 volumes), reprints: Carnegie Institute of Washington, Washington, 1932; Chelsea, New York, 1952, 1966
- Euler, Leonhard, Elements of Algebra Lưu trữ ngày 13 tháng 4 năm 2011 tại Wayback Machine, Tarquin Press, 2007
- Fine, Henry Burchard (1858–1928), The Number System of Algebra Treated Theoretically and Historically, Leach, Shewell & Sanborn, Boston, 1891
- Karpinski, Louis Charles (1878–1956), The History of Arithmetic, Rand McNally, Chicago, 1925; reprint: Russell & Russell, New York, 1965
- Ore, Øystein, Number Theory and Its History, McGraw-Hill, New York, 1948
- Weil, André, Number Theory: An Approach through History, Birkhauser, Boston, 1984; reviewed: Mathematical Reviews 85c:01004